# یواس‌اس میفلاور (۱۸۶۶)
یواس‌اس میفلاور (۱۸۶۶) (به انگلیسی: USS Mayflower (1866)) یک کشتی بود که طول آن ۱۳۷ فوت (۴۲ متر) بود. این کشتی در سال ۱۸۶۶ ساخته شد.